# Nederlands kampioenschap schaken 2014
Het Nederlands kampioenschap schaken 2014 werd gehouden van 5 tot en met 13 juli 2014 in The Manor Hotel Hampshire – Eden aan de Linnaeusstraat in Amsterdam. Het deelnemersveld had de hoogste gemiddelde rating uit de geschiedenis van het Nederlands Kampioenschap Schaken. Loek van Wely werd voor de zevende keer in zijn carrière Nederlands kampioen.
Na de reguliere achtkamp eindigden Loek van Wely en Sergej Tiviakov op gelijke hoogte. De snelschaak-barrage werd met 2-0 in het voordeel van Van Wely beslecht.
Opvallend was de slechte score van Dimitri Reinderman die in 2013 nog Nederlands kampioen werd.

## Einduitslag en kruistabel[3]
| # | Naam               | totaal | 1  | 2  | 3  | 4  | 5  | 6  | 7  | 8  |
| - | ------------------ | ------ | -- | -- | -- | -- | -- | -- | -- | -- |
| 1 | Loek van Wely      | 4½     | -- | ½  | ½  | ½  | 0  | 1  | 1  | 1  |
| 2 | Sergey Tiviakov    | 4½     | ½  | -- | 0  | 1  | 1  | ½  | ½  | 1  |
| 3 | Sipke Ernst        | 4      | ½  | 1  | -- | 0  | 1  | ½  | ½  | ½  |
| 4 | Wouter Spoelman    | 4      | ½  | 0  | 1  | -- | 0  | ½  | 1  | 1  |
| 5 | Benjamin Bok       | 3½     | 1  | 0  | 0  | 1  | -- | ½  | ½  | ½  |
| 6 | Robin van Kampen   | 3½     | 0  | ½  | ½  | ½  | ½  | -- | 1  | ½  |
| 7 | Dimitri Reinderman | 2      | 0  | ½  | ½  | 0  | ½  | 0  | -- | ½  |
| 8 | Erwin l’Ami        | 2      | 0  | 0  | ½  | 0  | ½  | ½  | ½  | -- |

1909 · 1912 · 1913 · 1919 · 1921 · 1924 · 1926 · 1929 · 1933 · 1936 · 1938 · 1939 · 1942 · 1948 · 1950 · 1952 · 1954 · 1955 · 1957 · 1958 · 1961 · 1963 · 1965 · 1967 · 1969 · 1970 · 1971 · 1972 · 1973 · 1974 · 1975 · 1976 · 1977 · 1978 · 1979 · 1980 · 1981 · 1982 · 1983 · 1984 · 1985 · 1986 · 1987 · 1988 · 1989 · 1990 · 1991 · 1992 · 1993 · 1994 · 1995 · 1996 · 1997 · 1998 · 1999 · 2000 · 2001 · 2002 · 2003 · 2004 · 2005 · 2006 · 2007 · 2008 · 2009 · 2010 · 2011 · 2012 · 2013 · 2014 · 2015 · 2016 · 2017 · 2018 · 2019 · 2021 · 2022 · 2023 · 2024